# Bourgeoisie de robe
 (avril 2025).
La mise en forme du texte ne suit pas les recommandations de Wikipédia : il faut le « wikifier ».
Les points d'amélioration suivants sont les cas les plus fréquents. Le détail des points à revoir est peut-être précisé sur la page de discussion.
- Les titres sont pré-formatés par le logiciel. Ils ne sont ni en capitales, ni en gras.
- Le texte ne doit pas être écrit en capitales (les noms de famille non plus), ni en gras, ni en italique, ni en « petit »…
- Le gras n'est utilisé que pour surligner le titre de l'article dans l'introduction, une seule fois.
- L'italique est rarement utilisé : mots en langue étrangère, titres d'œuvres, noms de bateaux, etc.
- Les citations ne sont pas en italique mais en corps de texte normal. Elles sont entourées par des guillemets français : « et ».
- Les listes à puces sont à éviter, des paragraphes rédigés étant largement préférés. Les tableaux sont à réserver à la présentation de données structurées (résultats, etc.).
- Les appels de note de bas de page (petits chiffres en exposant, introduits par l'outil «  Source ») sont à placer entre la fin de phrase et le point final[comme ça].
- Les liens internes (vers d'autres articles de Wikipédia) sont à choisir avec parcimonie. Créez des liens vers des articles approfondissant le sujet. Les termes génériques sans rapport avec le sujet sont à éviter, ainsi que les répétitions de liens vers un même terme.
- Les liens externes sont à placer uniquement dans une section « Liens externes », à la fin de l'article. Ces liens sont à choisir avec parcimonie suivant les règles définies. Si un lien sert de source à l'article, son insertion dans le texte est à faire par les notes de bas de page.
- La présentation des références doit suivre les conventions bibliographiques. Il est recommandé d'utiliser les modèles {{Ouvrage}}, {{Chapitre}}, {{Article}}, {{Lien web}} et/ou {{Bibliographie}}. Le mode d'édition visuel peut mettre en forme automatiquement les références.
- Insérer une infobox (cadre d'informations à droite) n'est pas obligatoire pour parachever la mise en page.

Pour une aide détaillée, merci de consulter Aide:Wikification.
Si vous pensez que ces points ont été résolus, vous pouvez retirer ce bandeau et améliorer la mise en forme d'un autre article.
L'expression « bourgeoisie de robe » désigne en France les roturiers bourgeois qui occupaient des fonctions dans le domaine de la Justice ou des Finances dans la société d'Ancien Régime.  
Postérieurement à la Révolution, elle désigne le personnel de justice disposant d’une certaine notabilité. 
Bien que cette expression existait déjà sous l'Ancien Régime, elle s'est popularisée au XIXe siècle après la disparition de la noblesse de robe.
La  « robe » est le vêtement porté lors des audiences par les gens de justice.

## Introduction

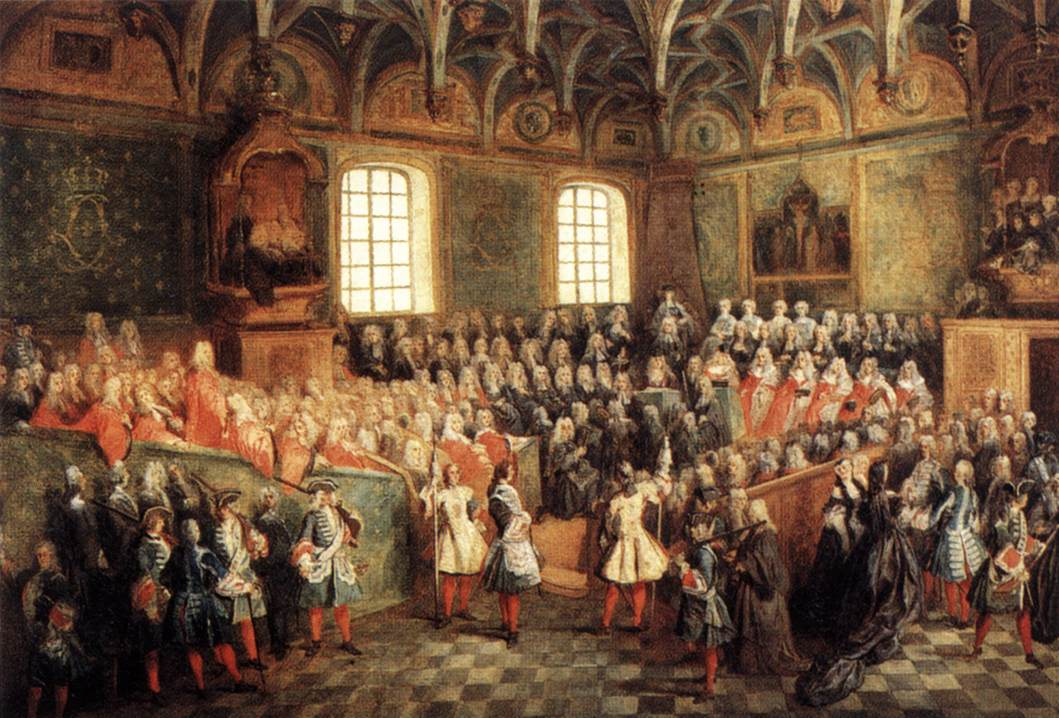
Nicolas Lancret - Le lit de justice à la majorité de Louis XV en 1723

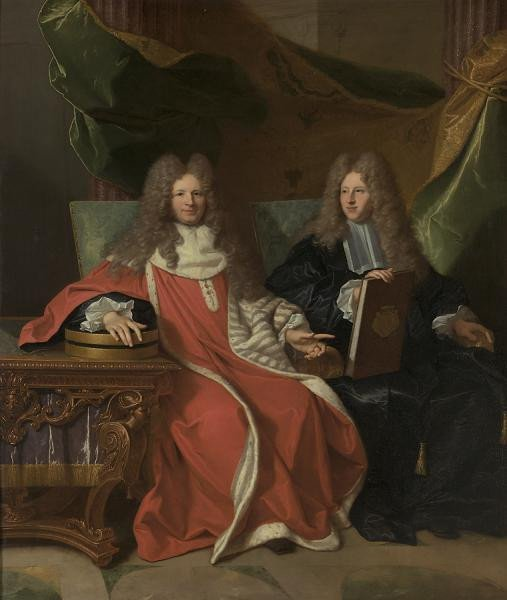
Cardin le Bret avec son père

L'expression "bourgeoisie de robe" recoupe les métiers d'offices de la judicature, le plus souvent sous forme de charges vénales, mais non anoblissantes. Il s'agit de ce que l'on appelle des "offices moyens",,,. 
Elle se réfère à l'expression "noblesse de robe", laquelle est apparue pour distinguer la noblesse issue de l'achat de charges vénales (la "savonnette à vilains") de la noblesse militaire, le plus souvent ancienne.  
Les notions de robe et d’épée n’apparaissent qu'au cours du XVIIe siècle. Au XVIe siècle, l'on distingue plutôt entre les gens de robe courte et gens de robe longue. Les premiers désignent les prévôts, maréchaux et les lieutenants criminels, parfois aussi les baillis et sénéchaux qui, tous, exercent des fonctions de justice et de police et qui jugent l’épée aux côtés. Alors que les seconds sont les magistrats et avocats des cours de la justice royale. Toutes les charges de robe longue ne sont pas anoblissantes. 
La bourgeoisie de robe correspond sous l'Ancien régime ainsi aux fonctions exercées sous forme d'un office de justice ou de finance dont le titulaire n'est pas membre de la noblesse.   
Passée la Révolution, la notion de bourgeoisie de robe correspond aux activités exercées par les gens de justice dans toute leur diversité sous forme de profession libérale et indépendante (avocats, avoués), de fonctionnaires (magistrats) ou d'officiers ministériels (notaires, huissiers de justice, greffiers).    

## Sous l'Ancien Régime
Sous l'Ancien Régime, certaines professions étant interdites aux nobles sous peine de dérogeance, celles-ci étaient exercées par des roturiers. Tel est le cas de nombreuses professions juridiques et financières.
L'administration des finances était organisée via les bureaux des finances, créés par un édit de 1577 qui mettait fin aux trésoriers de France et généraux des finances.  Au sein du bureau des finances, l'on trouve des offices supérieurs, des offices moyens et des offices subalternes, seuls les premiers conférant, immédiatement ou au bout d'un certain temps, la noblesse :   
Offices supérieurs
- Premier président
- Chevalier d'honneur

- Trésorier généraux de France garde-sceaux ;

Offices moyens
- Avocat du roi

- Procureur du roi

Offices subalternes
- Greffier

- Huissier

S'agissant de l'administration de la justice, c’est l’ordonnance sur la réforme de l’organisation judiciaire de 1522 qui conduit à la séparation entre magistrats et avocats, la vénalité des offices de la magistrature. Cette vénalité des offices liés à la justice a commencé par la vente de certains offices de la finance, qui auparavant connaissaient le système de la ferme. Elle a ensuite été étendue aux offices de la judicature. Cette vénalité n'est pas allée sans difficulté au regard du principe même de la justice. Louis XII impose aux gens de justice en 1493 de prêter le serment qu'ils n'ont pas acheté leur fonction, ce qui conduisait les officiers à parjurer. Cette exigence n'est supprimée qu'en 1595. Ainsi, depuis 1523, l'officier n'est pas un acheteur mais un prêteur, dont les gages constituaient les intérêts du capital avancé au Roi. Ainsi vu, le Roi ne vend pas un office mais contracte un emprunt dont le capital est la finance de l'office et les intérêts les gages versés par le Roi au prêteur. 

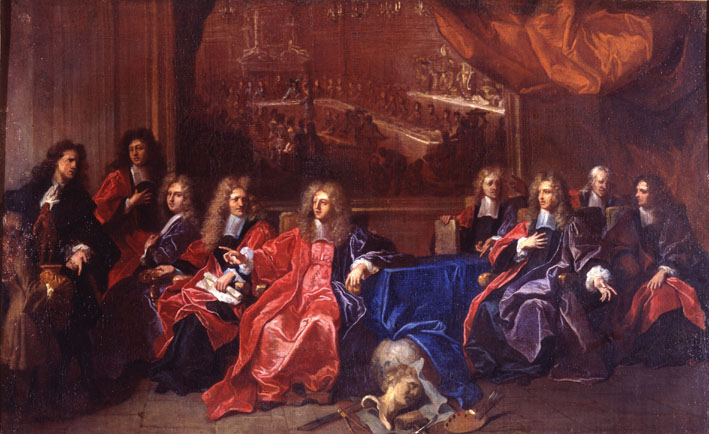
1689 - Les échevins (Amiens) par Hyacinthe Rigault

Dans les différentes professions juridiques, la distinction majeure réside entre les gradués et non les non gradués, c'est-à-dire ceux qui sont passés par l'université et la faculté de droit où ils ont obtenu une licence, voire un doctorat, et les autres. Le métier d'avocat, ou de juge nécessitent une formation universitaire, complétée par la pratique. Alors que les métiers de procureurs, huissiers ou notaires ne nécessitent pas une formation académique, mais pratique. 
Les fonctions exercées sont elles-mêmes variées, entre celles qui consistent à rendre la justice, comme le juge, et celles qui consistent à représenter un client devant une cour ou un tribunal. Ainsi, contrairement à l'avocat, le procureur (devenu l'avoué) ne plaide pas. Il ne fait que représenter son client. C'est le fait d'exercer une activité pour le compte d'une tierce personne qui vaut dérogeance, sauf si cette tierce personne est le roi. La charge de procureur du roi n'est pas dérogeante; elle peut même être anoblissante dans le cas des cours supérieures. 
Il est difficile d'établir une liste des offices accordant la noblesse de ceux ne l'accordant pas, tant les situations peuvent varier d'une Province à une autre. La liste ci-dessous entre offices supérieurs et offices n'est pas exhaustive. 
Offices supérieurs
- Bailli

- Lieutenant-général ;

- Lieutenant particulier criminel,

- Procureur du roi,

- Greffier civil et criminel,

- Lieutenant particulier civil

Offices moyens
- Président du présidial,

- Avocat du roi,

- Procureur du roi ;

- Conseillers du roi ;

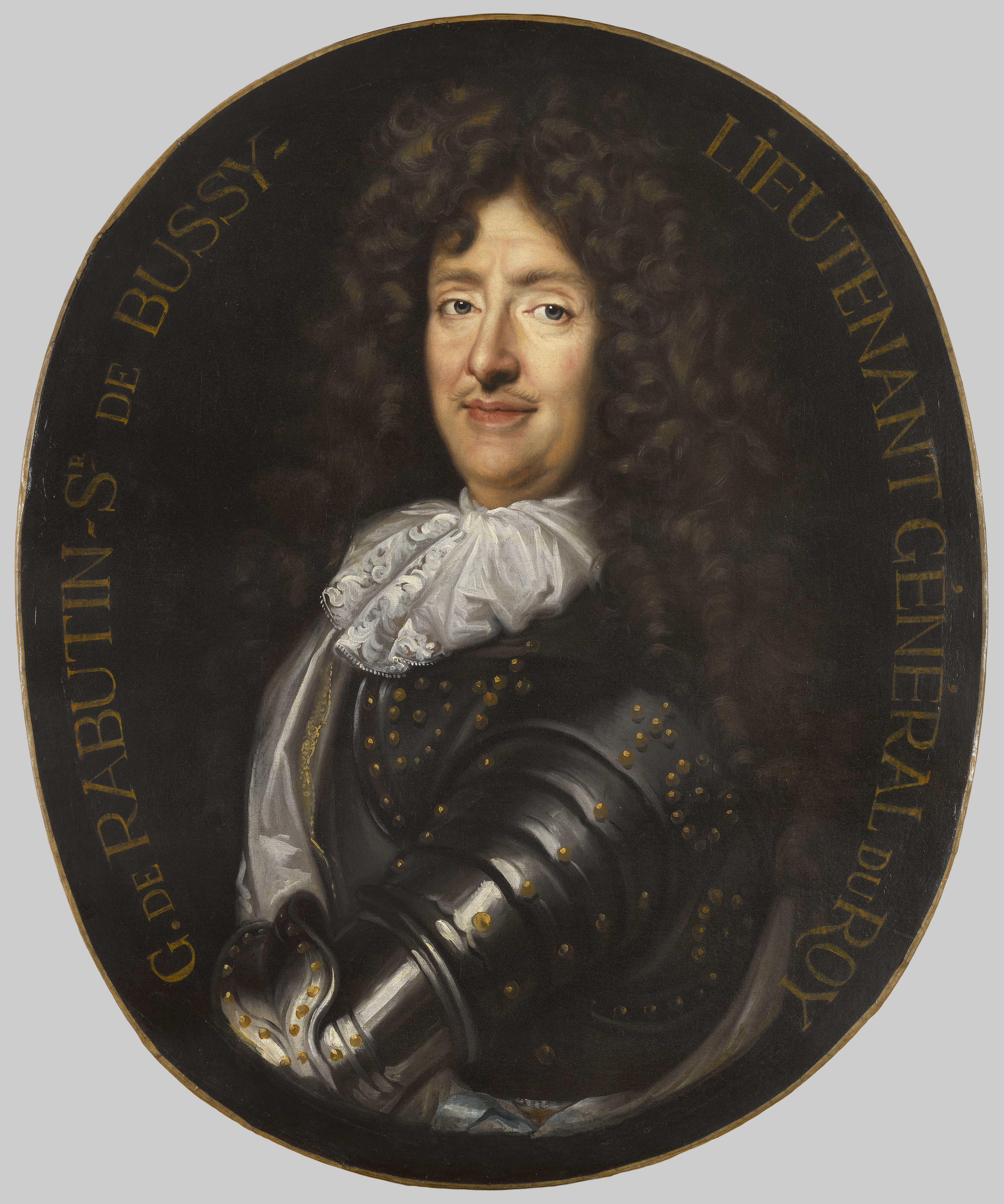
Roger de Bussy-Rabutin en armure de lieutenant-général du roi

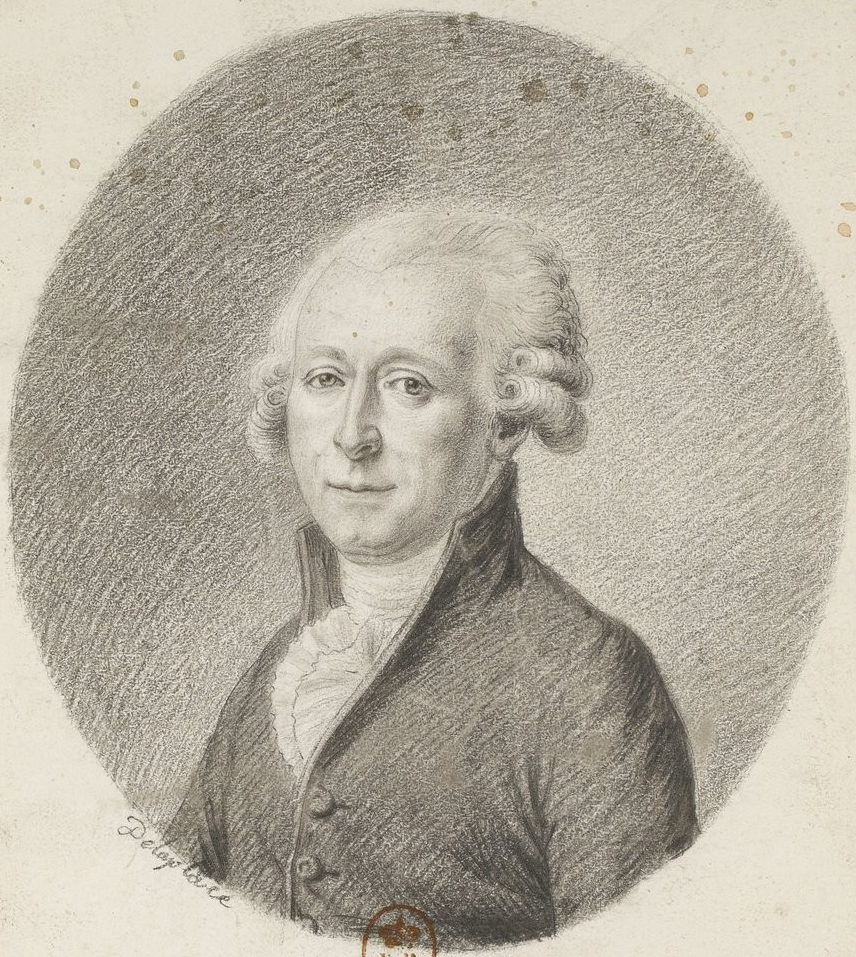
M. Dubois - Procureur du Roi de la Sénéchaussée de Châtellerault - Maire de la même ville - Député aux États généraux

- Lieutenant général des soumissions ;

- Lieutenant particulier assesseur ;

- Conseiller assesseur ;

- Receveurs généraux ;

- Prévôt,

- Juge,

- Receveur des tailles, des aides, du taillon de l'élection ;
- Prévôt des maréchaux,

- Maître particulier des eaux et forêts ;

- Contrôleurs généraux du taillon,

- Contrôleurs provinciaux,

- Contrôleurs des tailles,

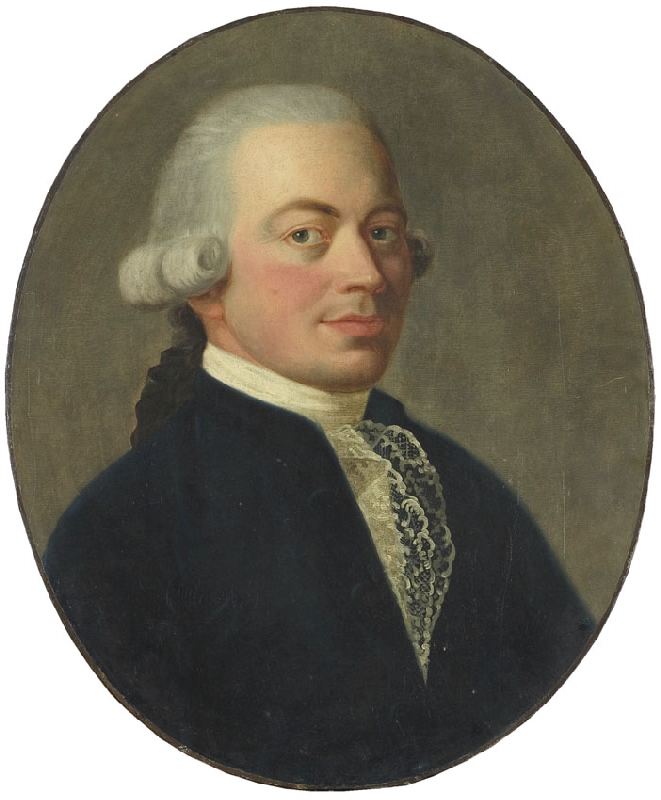
Théophile Berlier

- Grenetiers et lieutenants des greniers à sel,

- Lieutenants des prévôts des maréchaux ;

- Greffiers des maréchaussées et des élections,

- Procureurs du roi des élections,
- Notaire royal,

- Avocats.

Alors que la noblesse de robe se concentre principalement dans les villes provinciales disposant d'un Parlement où elles exercent ces offices anoblissantes (Bordeaux, Rouen, Toulouse, Rennes...), les "officiers moyens", pour leur part, exercent leurs fonctions dans le cadre des villes secondaires au sein des bailliages et sénéchaussées, ou encore présidial, élection ou bureau des finances selon l'organisation de la justice sous l'ancien régime. Le siège de ces instances constitue un centre de pouvoir local où coexistent nobles et bourgeois, et où la préséance entre officiers de charges royales tient une place importante conduisant à une hiérarchie d'honneurs.  
Selon le statut des villes où sièges de ces instances judiciaires, les familles des officiers moyens exercent aussi un rôle important dans l'administration de la cité ou du bourg, mais aussi au sein des ordres religieux ou laïcs (comme les confréries) locaux. C'est dans le cadre de ces villes moyennes autres que les centres parlementaires que la bourgeoisie de robe, "au sommet de la hiérarchie sociale urbaine, entre (...) avec succès dans une forte compétition avec l’élite marchande pour établir sa prépondérance sur le corps de ville" 
Les titulaires de ces charges moyennes figurent le plus souvent parmi les familles les plus riches localement et entretiennent des relations étroites entre eux, voire aussi avec la noblesse locale à laquelle certains d'entre eux finissent par s'agréger sur la durée ou via l'achat d'offices conférant une noblesse immédiate ou future. Certaines de ces familles constituent des lignées d'officiers de justice que l'on retrouve sous les différents régimes postérieurement à la Révolution.  
Si les avocats ne sont pas les seuls représentants de la judicature d'Ancien régime, "dans la société française, l'avocat tient une place charnière, intermédiaire entre la noblesse et le Tiers état". Cela tient à l'indépendance de l'exercice de la fonction et au prestige de plus en plus grand attaché à la fonction à partir du milieu du XVIIIe siècle et les grandes "affaires" judiciaires, alors que jusqu'alors l'avocat figurait plutôt en bas de l'échelle de la hiérarchie de la judicature. À la fin de l'Ancien régime, "l'avocat occupe (...) une place assez élevée dans la hiérarchie sociale, et partant, son niveau de fortune n'est pas négligeable".    
C'est cette place particulière qui conduit à considérer que "nulle profession n'a, plus que les avocats, contribué à la Révolution et aux changements de régime (...)". Plus que les notaires ou les magistrats dont le nombre parmi les députés des États généraux est bien plus faible que celui des avocats.

## AuXIXesiècle

Advokat, Fransk advokatdräkt, Nordisk familjebok

L'abolition des privilèges et la multiplication des fonctionnaires a permis l'émergence de la bourgeoisie de robe en tant que classe sociale majeure à partir du XIXe siècle.  
Alors que, mis à part les avocats, les fonctions de la justice et des finances étaient organisées sous forme d'offices sous l'Ancien régime, avec la Révolution et surtout les réformes opérées par Napoléon, la justice et les finances publiques sont des prérogatives exercées par une administration centrale via des fonctionnaires nommés (et non plus élus comme au début de la Révolution) et dépendant de leur ministère (justice ou finances). 
L'organisation des finances publiques présente même une particularité par rapport à celle de la justice : tous les fonctionnaires des finances (enregistrement, domaines, douanes, receveurs généraux ou particuliers) sont astreints au cautionnement. Ce cautionnement est fixé au vingtième de la recette annuelle et permet ainsi de fournir les liquidités au Trésor, tout en réservant, de fait, à la seule bourgeoisie le maniement des fonds publics.  
L'organisation de la justice comprend à la fois des fonctionnaires (magistrats), des officiers ministériels (notaires, huissiers, greffiers) et des professions libérales (avoués, avocats). Au sein de cette organisation, compte tenu de leur niveau de recrutement, de leur origine sociale et de leurs revenus, les greffiers et huissiers n'appartiennent pas, sauf rares exceptions, à la notabilité locale.   
Les professions juridiques, en particulier celle d'avocat, constituent l'une des professions les plus représentatives de la nouvelle élite, à côté des industriels et des familles aristocratiques. "Faire son droit" était un passage quasi obligé pour les fils de familles bourgeoises, et même aristocratiques. Même si l'accès au diplôme ne conduisait pas nécessairement à l'exercice de la profession, selon l'importance de la fortune familiale.  
À partir de 1848, mais surtout après la chute de Napoléon III, on a pu parler d'une "République des avocats", tellement leur nombre était important dans les assemblées élues et parmi les membres des gouvernements successifs.    
Selon l'historien Christophe Charle, cette bourgeoisie de robe au XIXe siècle, "composée des professions juridiques et des fonctionnaires supérieurs issus également de la Faculté de droit, (...) est alors très largement surreprésentée au Parlement, au sein du gouvernement, dans les instances d'arbitrage, aux échelons dirigeants de la fonction publique et dans tous les relais d'opinion (comités électoraux, rédaction des grands journaux et revues). Autant parisienne que provinciale, elle servait de lien privilégié entre les autres fractions de la bourgeoisie".  
Au sein des professions juridiques, le barreau constitue un "carrefour ascensionnel", c'est-à-dire un lieu où se croisent plusieurs itinéraires personnels, mais aussi "une excellente filière pour accéder à des fonctions dirigeantes sans passer par les voies traditionnelles". Ainsi vu, "la formation juridique ouvrant un droit d'accès à la quasi-totalité des 'professions bourgeoises' », y compris la magistrature dans la mesure où jusqu'en 1875, la règle générale pour être juge a été le patronage, corroboré par des qualités professionnelles observées à la barre ou dans la vie professionnelle,.  "L'accès à la magistrature est donc, avant tout, un indice fondamental de reconnaissance sociale. Les appuis politiques et l'importance des biens fonciers comptent souvent autant sinon plus que la compétence juridique". Les magistrats sont pour la moitié d'entre eux soit des fils de magistrats, soit des fils de propriétaires terriens. Une partie non négligeable d'entre eux est issue de la noblesse ou apparentée telle (8,5 % des effectifs en Bretagne entre 1850 et 1940 à comparer au 0,2 à 0,7 % de la population d'origine noble en France à la même époque). La plupart ne postulent pas à une carrière nationale mais locale, "Un poste de conseiller à la Cour d'appel (...) de président de chambre apparaît comme un terminus ad quem des plus convenables et permet de garder un œil sur ses biens, de conserver ses liens familiaux et amicaux".  

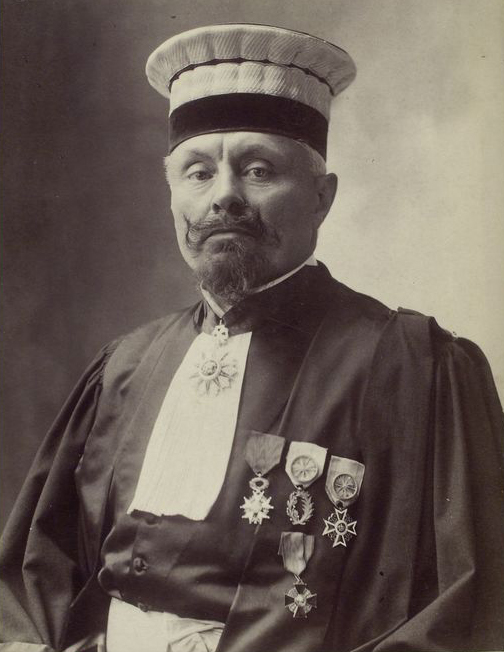
Paul Magnaud

Alors que le métier d'avocat était considéré comme une activité relevant du bas de l'échelle des "offices moyens" sous l'Ancien régime, contrairement aux magistrats du siège, un basculement s'accomplit avec la Révolution, mais surtout sous la Restauration. Le métier d'avocat devient mieux considéré que celui de juge du fait de la place de plus en plus importante joué par les avocats dans la vie publique, même si Napoléon confère la noblesse impériale à certains magistrats (192 sur un total de 3 293 membres de la noblesse impériale) permettant à ceux-ci de garder un certain prestige. Quant aux notaires, ceux-ci constituent l'un des socles de notabilité locale où les offices se transmettent le plus souvent au sein d'une même famille, même si peu d'entre eux jouent un rôle au niveau régional et encore moins national.    
Les professions juridiques, et en particulier les avocats, sont ainsi "sur-représentées" au sein du Parlement. On compte 19 % d'avocats pour la législature 1831-1834, 12,7 % pour 1837-1839 et 13,5 % d'"hommes de loi" pour 1846-18485 . Pour l'Assemblée constituante de 1848, les chiffres diffèrent selon les chercheurs : soit 19,5 % ou 25,9 % d'avocats. Sous la III° République, on compte des années 1880 à 1914 entre 25 et 40 % d'avocats à l'Assemblée nationale et 35 % parmi tous les ministres.
La bourgeoisie de robe penche plutôt en majorité du côté du régime en place. Mais elle est présente dans tous les spectres de la vie politique, aussi dans les partis de droite et qu'à l'extrême gauche.
Ce rôle majeur des juristes dans les instances locales, régionales et nationales contribue à la domination de la vie politique du XIXe siècle par les professions juridiques.
La fin du XIXe siècle correspond, d'un point de vue social, à ce que l'historien et sociologue Christophe Charle dénomme le passage de la classe dirigeante à la classe dominante. Le modèle du "grand notable" fait place à un nouveau modèle social fondé sur la méritocratie.

## AuXXesiècle

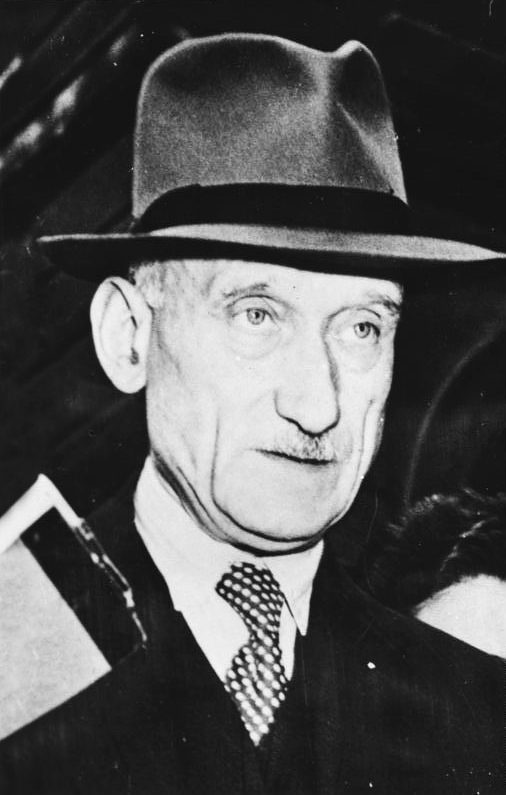
Bundesarchiv Bild 183-19000-2453, Robert Schuman

Alors que le rôle et la place de juristes et notamment des professeurs de droit dans la "République des avocats" sous la IIIe République fait l'objet de nombreuses études, tel n'est pas le cas de ces mêmes juristes au lendemain de la première guerre mondiale. Comme le souligne le professeur Christophe Charle, « les enseignants des Facultés de droit restent un peu les parents pauvre de l’historiographie ». 
La fin du premier conflit mondial constitue un marqueur de l'évolution des élites et intellectuels en France et de leur place dans la société. Les professions juridiques restent un élément fort de ces élites mais leur rôle va aller en décroissant tout au long du XXe siècle malgré un rôle parfois déterminant de certains d'entre eux. Quant aux professions financières, c'est-à-dire aux fonctionnaires de l'administration des finances elles ne sont quasiment pas représentées au sein des instances représentatives nationales ou locales, notamment du fait du devoir de réserve qui s'impose à tout fonctionnaire.  
À la sortie de la guerre de 1914 - 1918, la place des juristes dans la vie parlementaire est encore forte, et même dominante, en particulier la place des avocats, alors que les professeurs de droit sont peu représentés. La Chambre de 1924 compte 140 avocats et celle de 1936 encore 110 ; les professeurs de droit sont bien moins représentés : 9 en 1924, et 8 en 1936.
À la sortie de la deuxième guerre mondiale en 1945, l'évolution de la sociologie du parlement se modifie : de moins en moins de professions juridiques, remplacés par des fonctionnaires ou autres professions libérales, comme médecins. 
Si l'on regarde sur la durée, entre 1910 et 1958, les parlementaires qui ont suivi des études juridiques, sans toutefois toujours exercer une profession juridique, représentent près du tiers des députés de cette période.  Cette proportion est supérieure à celle que donnent les études classiques relatives à la composition socio-professionnelle des assemblées (par exemple Rossi-Landi : 20 % en 1936, 15 % en 1951). La différence vient du choix du critère : celui de la formation suivie, et non de la profession exercée. Les juristes de formation sont souvent fonctionnaires, universitaires, politiciens professionnels, journalistes ou hommes d’affaires. Les juristes, essentiellement avocats, représentent la profession prépondérante au sein des gouvernements successifs : 180 ministres et secrétaires d’État entre 1910 et 1958. 
Sous la Ve République, la part des professions libérales dans les activités professionnelles exercées par les députés n'a jamais dépassé 28 % et se situe entre 14 et 28 %, essentiellement entre avocats (6 %) et médecins (8 %).  

## AuXXIesiècle
Le rôle des professions juridiques au XXIe siècle dans le fonctionnement des instances démocratiques et dans la vie publique ne cesse de décroitre.   
La représentation des professions libérales à l'Assemblée nationale n'a cessé de diminuer tout au long de la Ve République. À l'aube du XXIe siècle, les professions libérales ne représentent plus que 15 % des députes (6 % d'avocats et 6 % de médecins).  
Par contraste avec la IIIe République, souvent qualifiée de « République des avocats », la Ve République a été caractérisée comme une « République des énarques » ou plus sûrement une « République des fonctionnaires ». Cette évolution de la place des avocats dans le fonctionnement de la Ve République est inversement proportionnelle à l'augmentation du nombre d'avocats en France, avec plus de 70.000 avocats au 01/01/2020, dont plus de 30.000 au seul barreau de Paris (Conseil national des barreaux). Entre 1970 et 2001, le nombre d’avocats parisiens s’est élevé de 3 430 à 14 900 et entre 1970 et 1999 le nombre d’avocats français est passé de 7 482 à 35 300, si l'on exclu les conseils juridiques. En 1954, il y avait 6. 380 avocats et 3.720 conseils juridiques. Quant aux magistrats, ils étaient un peu plus de 7.000 en 2001 contre un peu plus de 5.000 en 1954.
Les notaires et huissiers ne sont quasiment pas représentés au sein du Parlement. Leur nombre a fortement crû au cours du XXe siècle avec plus de 17 000 notaires (salariés et professions libérales) contre environ 7 000 en 1954 et 3 300 huissiers en 2021 (satista) contre 3 800 en 1954.    
De même, la part des professeurs  d'université au sein de la représentation nationale reste très faible sous la Ve République, entre 1 et 2 % (tout type de spécialités confondues), le nombre de professeurs agrégés en droit privé et sciences criminelles, en droit public et en histoire du droit restant relativement stable avec une cinquantaine de postes attribuées chaque année au titre du concours de l'agrégation.    

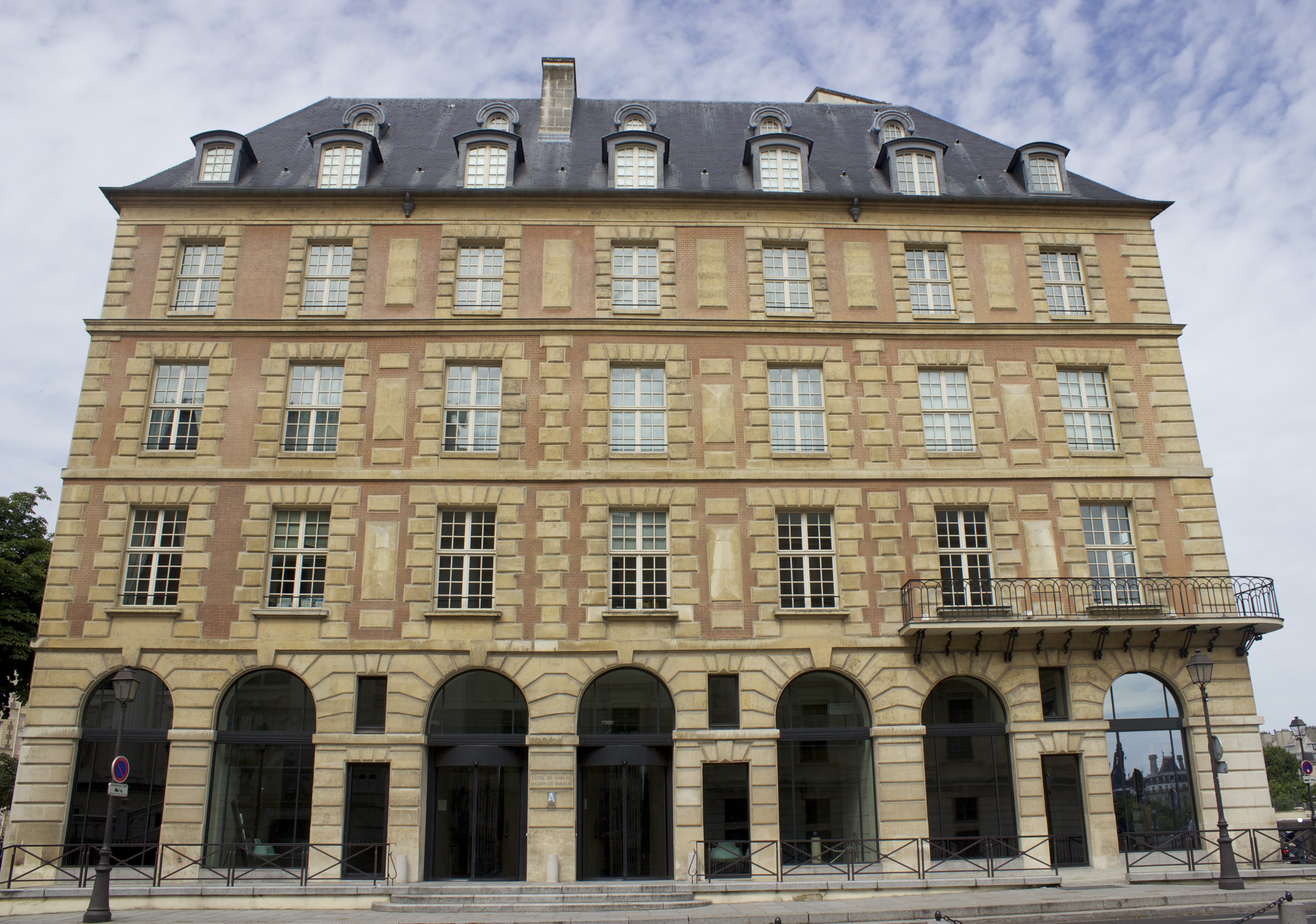
Casas de Place Dauphine. 05

Ce déclin du rôle des professions juridiques dans les élites françaises s'explique d'une part par le niveau de rémunération modeste au regard des années d'études des professeurs agrégés, mais aussi par la grande disparité des rémunérations au sein de la profession d'avocats et de notaires, et d'autre part par la forte démocratisation de l'accès aux professions du droit. Selon Lucien Karpik, cette profession "se distingue par une histoire marquée par la primauté du politique, l’engagement dans les luttes libérales, le refus explicite du marché des affaires, la transformation, sous la IIIe République, d’une partie de l’élite professionnelle en élite dirigeante du pays et le déclin politico-économique après la Seconde Guerre mondiale".

## Omission du terme
L'historien Christophe Charle estime que les professions juridiques sont victime d'une négligence dont Ernest Labrousse serait responsable en ne décrivant la société que par des classes plus larges telles que les notables ou les classes populaires. C'est à son initiative que l'expression "bourgeoisie de robe" réapparait, bien qu’elle fût déjà employée par Paul-Louis Malaussena dans sa thèse d’histoire du droit publiée en 1969 sur La vie en Provence orientale aux XIVe et XVe siècles. 
L'historien américain Ph. Dawson a étudié les « hommes de loi » sous l'Ancien Régime comme un groupe social homogène, en dépit des nuances et différences en son sein. Il souligne l'importance primordiale de ces avocats, magistrats et clercs dans la rédaction des cahiers de doléances de 1789.